# Обухов, Сергей Геннадьевич
Серге́й Генна́дьевич Обу́хов (род. 29 июня 1974, Киров) — советский и российский хоккеист с мячом, нападающий, заслуженный мастер спорта России (1999).

## Биография
Воспитанник кировской хоккейной школы. Первый тренер — Анатолий Марихин.
Также одним из его тренеров был Анатолий Казаковцев.
Выступал за команды: «Родина» Киров — 1990—1991, 1991(ноябрь)—1995, 2012—2017; «Динамо» Алма-Ата — 1991(август-октябрь); «Фалу» (Швеция) — 1995—2002, 2003/2004; «Водник» Архангельск — 2002/2003, 2004/2005; «Динамо» Москва — 2005—2010; «Динамо-Казань» — 2010—2012, 2017—2020.
В Высшей лиге (Суперлиге) чемпионатов России провёл 532 матча, забил 988 мячей. В розыгрышах Кубка России — 137 матчей, 252 мяча. За шведский «Фалу» провёл 240 матчей, забил 437 мячей.
В составе сборной России на чемпионатах мира — 58 матчей, 121 мяч.
- В сборной России дебютировал в контрольной (неофициальной) игре для отбора игроков на чемпионат мира 29 января 1993 года со сборной Москвы и Московской области. Сборная России победила со счётом 13:3, Обухов забив два мяча, на чемпионат мира так и не попал.
- Дебют в официальных матчах за сборную России произошёл 5 января 1994 года в финском городе Варкаус, сборная России проиграла в товарищеском матче сборной Финляндии со счётом 5:6, Обухов в дебютном матче забил два мяча.
- Всего за национальную сборную забил 232 мяча, что является лучшим результатом за всю историю сборных СССР, СНГ, России.

## Достижения
Восьмикратный чемпион России (2003, 2005, 2006, 2007, 2008, 2009, 2010, 2011)

 Серебряный призёр чемпионата России (2012)

 Четырёхкратный обладатель Кубка России (2005—весна, 2005—осень, 2006, 2008)

 Финалист Кубка России (2011—осень)

 Финалист плей-офф чемпионата Швеции (1999)

 Пятикратный обладатель Кубка европейских чемпионов (2002, 2004, 2006, 2008, 2009)

 Финалист Кубка европейских чемпионов (2007)

 Пятикратный обладатель Кубка мира (1998, 2004, 2006, 2007, 2010)

 Финалист Кубка мира (1996, 2002)

 Трёхкратный победитель международного турнира Champions Cup (Швеция) (2004, 2006, 2008)

 Пятикратный чемпион мира (1999, 2001, 2006, 2007, 2008)

 Серебряный призер чемпионата мира (1995, 1997, 2003, 2005, 2009, 2010)

 Бронзовый призёр чемпионата мира (2004)

 Трёхкратный победитель Международного турнира на призы Правительства России (1998, 2000, 2002)

 Серебряный призёр Международного турнира на призы Правительства России (1996)

 Бронзовый призёр Международного турнира на призы Правительства России (1994)

 Обладатель Суперкубка Европы (2005—осень)

 Бронзовый призёр Международного турнира на призы губернатора Московской области (2003)

 Чемпион СССР среди юниоров (1990, 1991)

 Серебряный призёр чемпионата мира среди юношей (1991)

 Победитель турнира «Плетёный мяч» (1986)

 Чемпион России по мини-хоккею (1994)

 Серебряный призер чемпионата России по мини-хоккею (1993)

 Двукратный чемпион мира по ринк-бенди (1994, 1998)

 Серебряный призер чемпионата мира по ринк-бенди (1996)
- В списке 22-х лучших игроков сезона — 1993—1995, 2003, 2005—2013, 2015
- Лучший нападающий России — 1993, 2003, 2005, 2009
- Лучший бомбардир чемпионата России — 1993, 1995, 2003, 2006, 2007, 2009
- Лучший хоккеист Швеции — 2001[5]
- Лучший бомбардир чемпионата Швеции[d] — 2000, 2001, 2004[6]
- Лучший бомбардир Кубка европейских чемпионов — 2002, 2009[7]
- Включён в символическую сборную Кубка мира — 1996, 1999, 2002
- Лучший нападающий чемпионата мира — 2003
- Лучший бомбардир чемпионата мира — 2005, 2006, 2007
- Включён в символическую сборную чемпионата мира — 1999, 2001, 2003, 2004, 2005
- Лучший нападающий Международного турнира на призы Правительства России — 2002
- Лучший бомбардир Международного турнира на призы Правительства России — 1998, 2000, 2002
- Включён в символическую сборную Международного турнира на призы Правительства России — 2002
- Лучший бомбардир Международного турнира на призы губернатора Московской области — 2003
- Обладатель рекордов результативности в чемпионате России — 81 мяч (2003), 84 мяча (2007), 87 мячей (2009; этот рекорд был побит в 2010 году)
- Был обладателем рекорда результативности в чемпионате Швеции — 63 мяча (2001; этот рекорд был побит в 2007 году)[6]
- Совладелец рекорда чемпионата Швеции по результативности в одном матче — 9 мячей (1998)

## Государственные награды
- 1999 — Медаль ордена «За заслуги перед Отечеством» II степени.
- 2007 — Медаль ордена «За заслуги перед Отечеством» I степени.

## Статистика выступлений

### В чемпионатах России
| Сезон     | Клуб                   | И   | М   | П   | О    | Ш   |
| --------- | ---------------------- | --- | --- | --- | ---- | --- |
| 1992/1993 | Родина (Киров)         | 26  | 56  | 0   | 56   | 45  |
| 1993/1994 | Родина (Киров)         | 26  | 62  | 0   | 62   | 20  |
| 1994/1995 | Родина (Киров)         | 22  | 63  | 0   | 63   | 30  |
| 1995/1996 | Родина (Киров)         | 1   | 2   | 0   | 2    | 0   |
| 2002/2003 | Водник (Архангельск)   | 28  | 81  | 11  | 92   | 10  |
| 2004/2005 | Водник (Архангельск)   | 23  | 61  | 5   | 66   | 20  |
| 2005/2006 | Динамо (Москва)        | 27  | 80  | 13  | 93   | 10  |
| 2006/2007 | Динамо (Москва)        | 29  | 84  | 22  | 106  | 10  |
| 2007/2008 | Динамо (Москва)        | 27  | 63  | 15  | 78   | 10  |
| 2008/2009 | Динамо (Москва)        | 30  | 87  | 13  | 100  | 10  |
| 2009/2010 | Динамо (Москва)        | 38  | 104 | 19  | 123  | 10  |
| 2010/2011 | Динамо-Казань (Казань) | 31  | 50  | 13  | 63   | 10  |
| 2011/2012 | Динамо-Казань (Казань) | 30  | 51  | 15  | 66   | 50  |
| 2012/2013 | Родина (Киров)         | 26  | 22  | 15  | 37   | 40  |
| 2013/2014 | Родина (Киров)         | 23  | 17  | 13  | 30   | 40  |
| 2014/2015 | Родина (Киров)         | 25  | 29  | 14  | 43   | 60  |
| 2015/2016 | Родина (Киров)         | 23  | 20  | 13  | 33   | 10  |
| 2016/2017 | Родина (Киров)         | 25  | 17  | 8   | 25   | 20  |
| 2017/2018 | Динамо-Казань (Казань) | 26  | 9   | 5   | 14   | 60  |
| 2018/2019 | Динамо-Казань (Казань) | 31  | 26  | 13  | 39   | 25  |
| 2019/2020 | Динамо-Казань (Казань) | 14  | 4   | 0   | 4    | 0   |
| Всего     | 21 чемпионат           | 532 | 988 | 206 | 1194 | 490 |

### В чемпионатах России забивал мячи в ворота 29 команд
```
 1.Зоркий              = 76 мячей 16.Енисей          = 29
 2-3.Старт             = 72       17.Север           = 28
 2-3.Волга             = 72       18.СКА-Забайкалец  = 26
 4-5.Водник            = 65       19.Североникель    = 17
 4-5.Кузбасс           = 65       20.БСК             = 13
 6.Локомотив О         = 63       21.Черемшан        = 11
 7.Байкал-Энергия      = 55       22.Металлург Б     = 10
 8-9.Родина            = 53       23.Вымпел          =  8
 8-9.Уральский трубник = 53       24-26.Саяны        =  7
10.Строитель С         = 49       24-26.Лесохимик    =  7
11.Мурман              = 44       24-26.ХК Боровичи  =  7
12-13.Сибсельмаш       = 39       27.СКА-Свердловск  =  6
12-13.СКА-Нефтяник     = 39       28.Маяк            =  5
14.Динамо М            = 34       29.Динамо А-А      =  2
15.Динамо-Казань       = 33
```

### В чемпионатах России количество мячей в играх
по 1 мячу забивал в 139 играх

по 2 мяча забивал в 108 играх

по 3 мяча забивал в 68 играх

по 4 мяча забивал в 45 играх

по 5 мячей забивал в 18 играх

по 6 мячей забивал в 13 играх

по 7 мячей забивал в 5 играх

по 8 мячей забивал в 2 играх

по 9 мячей забивал в 1 игре

по 10 мячей забивал в 1 игре

по 11 мячей забивал в 1 игре

Свои 988 мячей забросил в 401 игре, в 131 игре мячей не забивал.

### Комментарии
1. ↑  Количество игр и голов за клуб(ы) в высшем дивизионе чемпионатов СССР/СНГ/России
2. ↑  Результативные передачи
3. ↑  В составе четырёх клубов
4. ↑  По итогам регулярного чемпионата